# Луцій Корнелій Сципіон Еміліан Азіатський
Луцій Корнелій Сципіон Азіатік Еміліан (лат. Lucius Cornelius Scipio Asiaticus Aemilianus; іноді Луцій Корнелій Сципіон Еміліан Азійський; (близько  100 — 77 до н. е.) —  римський діяч, учасник заколоту, піднятого його батьком  Марком Емілієм Лепідом.
Луцій Корнелій Сципіон був сином  Марка Емілія Лепіда ( консула  78 року до н. е.), і Аппулії. Був усиновлений  Луцієм Корнелієм Сципіоном Азіатіком, консулом  83 року до н. е..
Ймовірно, мав посаду  легата.
У  77 році до н. е. Луцій Корнелій Сципіон взяв участь у повстанні, яке підняв його батько Марк Емілій Лепід. Після поразки батька втік до  Альби, через деякий час потрапив у полон і був убитий.